# بوالهوس (فیلم ۱۳۱۳)
بوالهوس نام یک فیلم عاشقانه و درام ایرانی به کارگردانی و نویسندگی ابراهیم مرادی و محصول سال ۱۳۱۳ می‌باشد.

## خلاصه داستان
فرزند یکی از خان‌ها، در بازار هفتگی روستا (جمعه بازار) با دختری آشنا شده و با او ازدواج می‌کند. داماد دچار حادثه‌ای می‌شود و به ناچار او را برای معالجه به تهران می‌برند. در تهران او در خانهٔ دایی‌اش بستری می‌شود و تدریجاً با دختر دایی‌اش انس می‌گیرد. خبر به دختر روستایی می‌رسد و او از روی ناامیدی دست به خودکشی می‌زند. اما جوانی نجاتش داده و سپس از او نگهداری می‌کند. جوان متمول در تهران گرفتار بوالهوسی‌های دختر دایی‌اش شده و همه چیزش را از دست می‌دهد و وقتی به روستا بازمی گردد که کمی دیر شده و دختر مورد علاقه‌اش نیز از دست رفته است.